# میلوویتسه ناتوره رسروه
میلوویتسه ناتوره رسروه (به چکی: Milovice Nature Reserve) یک منطقهٔ مسکونی در جمهوری چک است که در ناحیه نیمبورک واقع شده‌است.